# Økokritik
Økokritik er studiet af naturens rolle i litteraturen. Det er en metodisk tilgang der kan anvendes til at analysere litterære tekster. Man kan også se økokritikken som en litterær strømning, der beskriver den litteratur, der har et bevidst fokus på klima og natur. Man kan altså både læse økokritiske værker, og så kan man læse værker, med et økokritisk blik.

## Historie og udvikling
Der kan spores økokritiske tendenser helt tilbage til 1970'erne, men økokritikken begyndte først rigtigt at tage form i 90'erne. Den første økokritiske bevægelse havde et smalt fokus, der mest af alt beskæftigede sig med menneskets relation til naturen, men i løbet af 1990'erne og frem til i dag, har økokritikken i højere grad fokuseret på menneskets og litteraturens forhold til hele kloden, og har tillagt sig et bredere og mere planetarisk perspektiv.
I 1996 udkom antologien The Ecocriticism Reader - Landmarks in Literary Ecology. Antologien undersøgte forholdet mellem det fysiske miljø, herunder naturen og litteratur. Det var for alvor på dette tidspunkt, at økokritikken som et litterært værktøj begynder at vinde frem - særligt i England og USA. Antologiens redaktør, Cheryll Glotfelty, karakteriserede økokritik som studiet af litteraturens forhold til det fysiske miljø.

### Fremtidens økokritik
I bogen Ecocriticism fra 2012, giver Greg Garrard sine bud på, hvilke fokuspunkter fremtidens økokritik skal have. Han bemærker først og fremmest, at blandt andet udforskningen af rummet har givet anledning til et øget fokus på jordkloden som helhed, og at økokritikere i takt med denne udvikling derfor vil engagere sig mere i globalpolitiske spørgsmål. I bogen inddrager Garrard også klimatologen Mike Hulmes Why We Disagree About Climate Change (2009). På baggrund af Hulmes betragtninger mener Garrard, at økokritikken i højere grad fremover skal undersøge og analysere repræsentationer af klimaændringer i litteratur og film. Selvom økokritikken i sig selv og i sin nuværende form ikke er direkte knyttet til klimakrisen, antager Garrard dog, at der i fremtiden vil være en tættere relation mellem økokritikken og klimakrisen.

## Retninger
Man deler ofte økokritikken op i to overordnede retninger, da ikke alle økokritikere er enige med hinanden.
Der er den harmonisøgende del af økokritikken, som ser naturen som menneskets oprindelige hjem. Disse økokritikere mener, at menneskets nuværende antropocentriske tankegang, har fået mennesket til at fjerne sig fra naturen. De mener, at mennesket er i gang med at fremmedgøre sig overfor naturen, og derved sig selv. De harmonisøgende økokritikere ser gerne at mennesket vender tilbage til en mere oprindelig livstil. De dyrker altså en antimodernistisk tankegang. Arne Næss er et eksempel på en harmonisøgende økokritiker. Den anden gren indenfor økokritikken er den dissonantiske form for økokritik, som ikke på den måde ser naturen og mennesket som noget der kan skilles fra hinanden. De står i opposition til de harmonisøgende økokritikere, og mener som regel at de harmonisøgende økokritikere har en utopisk idé om naturen, og at deres naturbillede ikke eksisterer længere. Der er ikke nogen oprindelig natur mennesket kan 'vende hjem til', og derfor giver det ikke mening at forsøge.

### Den mørke økologi
Økokritikeren Timothy Morton er et eksempel på en dissonantisk økokritiker. Morton har skabt ideen om en mørk økologi - en modsætning til den harmonifyldte natur. Indenfor Mortons mørke økologi er alting forbundet i et mesh; naturen, mennesket og teknologien er indbyrdes forbundet og kan ikke skilles ad. Intet i dette mesh kan overleve alene. Mennesket har brug for bakterier, jorden har brug for solen, planterne har brug for regnen osv. Denne uoverskuelige interne sammensmeltning er ifølge Morton ikke-hierarkisk og ikke-harmonisk. Mennesket, eller naturen for den sags skyld, er ikke central for nogen som helst form for eksistens. Alle eksistenser er forbundet i den samme helhed. Hvis én eksistens udvikler sig og tager mere plads, vil en anden eksistens gå under eller udvikle sig i en ny retning.
Morton har også etableret idéen om the strange stranger, som skal forstås som de livsformer, som adskiller sig fra mennesket - men som mennesket stadig er er forbundet med. Det er de ikke-menneskelige former for eksistens, og det kan altså være alt fra encellede organismer til super-computere. Ifølge Morton er fremmedheden ikke blot uden for os, men også inden i os, og det er en tabt kamp at forsøge at opnå kontrol over fremmedheden. Et sådan forsøg tolkes af Morton som 'menneskets negative ambition'.
Dele af disse tanker kan findes i Mortons Dark ecology: For a Logic of Future Coexistence, der betragtes som et af hovedværkerne i den mørke økologi.

### Andre retninger
Der findes andre retninger, som kan kædes sammen med økokritik, for eksempel økofeminismen som undersøger forholdet mellem køn og natur.

## Økokritik og klimakrisen
Økokritikken er ikke direkte knyttet til den globale opvarmning - men klimaforandringerne har medført et øget fokus på miljøet, og det er sandsynligvis derfor der siden 10'erne er blevet skrevet så meget ny dansk litteratur, der fokuserer på klimaet, naturen og menneskets plads i verden.

## Økokritik som litterær metode
Vil man bruge økokritikken til at analysere et litterært værk, skal man undersøge naturens rolle i det pågældende værk. Økokritikken har ikke et bestemt regelsæt for hvordan man skal analysere naturen, men hovedpointen er, at man som udgangspunkt mener at naturen har en vigtig betydning indenfor litteraturen og at den derfor er værd at undersøge.
Mortons mørkøkologiske analyser bygger for eksempel på "diskurser og form med henblik på en dekonstruktion af sentimentale og romantisk-religiøse naturideologier". En sådan undersøgelse kan være relevant hvis man beskæftiger sig med nogle af de nedenstående værker.

## Eksempler på danske økokritiske værker
Lars Skinnebach: Øvelser og rituelle tekster (2010)
Theis Ørntoft: Digte 2014 (2014)
Charlotte Weitze: Den afskyelige (2016)
Theis Ørntoft: Solar (2018)
Jonas Eika: Efter solen (2018)